# VLI Multimodal S.A.

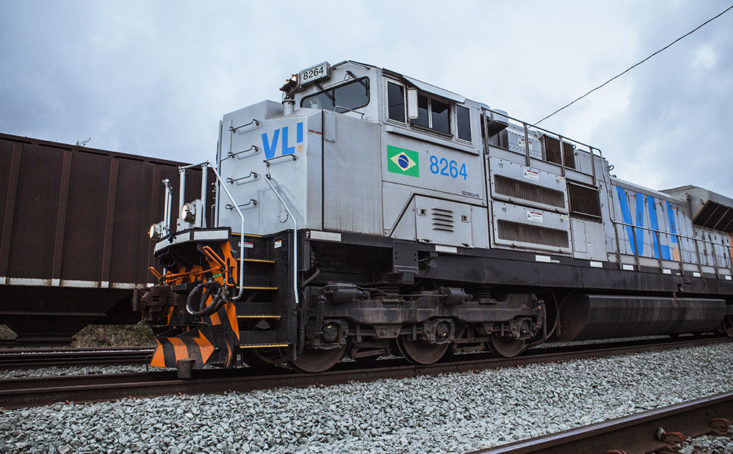
Locomotiva EMD SD70 N° 8264 da VLI, em São Luis, MA.

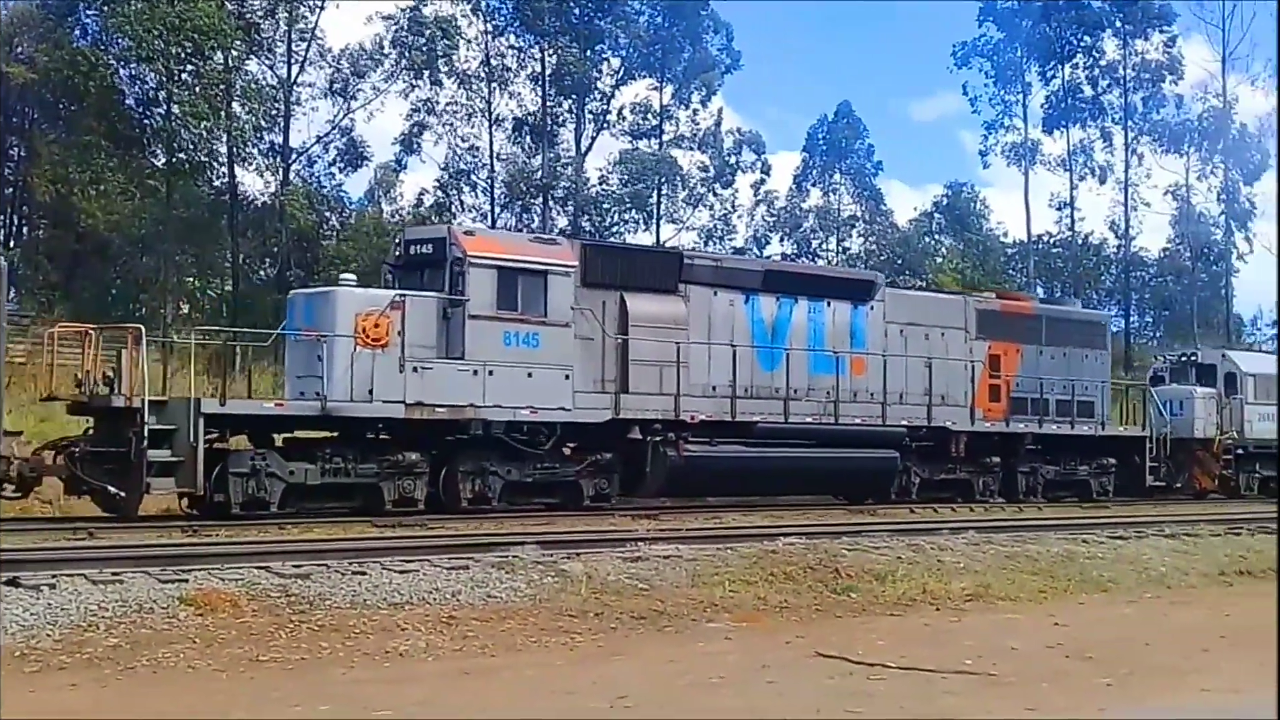
Locomotiva EMD BB40-2 N° 8145 da VLI.

A VLI Multimodal S.A. (antigo acrônimo para Valor da Logística Integrada) é uma empresa de logística do Brasil que controla as concessionárias de transporte ferroviário de cargas Ferrovia Centro-Atlântica S.A. (FCA S.A.) e Ferrovia Norte-Sul S.A. (FNS S.A.), no trecho entre Açailândia e Palmas, totalizando 7.940 quilômetros de extensão. Opera também nas ferrovias sob concessão da Vale: Estrada de Ferro Carajás e Estrada de Ferro Vitória a Minas.

## História
A holding VLI foi constituída em 09 de agosto de 2010, sob a denominação Vale Logística de Carga Geral S.A.. Posteriormente, seu nome empresarial foi alterado para Vale Logística Integrada S.A., em abril de 2011.
Em 2011, ganhou a denominação VLI S.A.. Também foi alterado o significado da sigla para Valor da Logística Integrada. 
A nova empresa foi criada a partir da diretoria de logística de cargas gerais da Vale, com o objetivo de reunir ativos de ferrovia e portos para transporte de carga geral, excluindo os ativos de logística de minério de ferro. A nova companhia buscou novos investidores e desenvolver maior na gestão.
Em 30 de novembro de 2011, a Vale Operações Ferroviárias S.A. passou a ser denominada VLI Multimodal S.A., subsidiária da VLI S.A. 
A VLI Multimodal detém como subsidiárias a Ferrovia Centro-Atlântica S.A. (FCA S.A.) e a Ferrovia Norte-Sul S.A. (FNS S.A.).
A VLI Multimodal incorporou a ferrovia FCA S.A. adquirida pela Vale na privatização da RFFSA, mais a FNS S.A., adquirida pela Vale em 2007 pelo valor de R$ 1,478 bilhão, além de terminais de transbordo de grãos e terminais portuários no Maranhão, São Paulo, Espírito Santo e Sergipe.
Em abril 2014, a Vale concluiu a venda de 20% VLI para Mitsui pelo valor de R$ 1,5 bilhão e de 15,9% para o Fundo de Investimento do Fundo de Garantia do Tempo de Serviço (FI-FGTS) por R$ 1,2 bilhão. Em agosto foi a vez da Brookfield Asset Management arrematar 26,5% pelo valor de R$ 2 bilhões da empresa tirando a Vale do controle da mesma.  Deste ponto em diante a empresa passou a criar cultura própria e seu próprio sistema de governança.
Em dezembro de 2020, o BNDESPar ingressou no quadro de acionistas da VLI S.A. ao comprar 8% da participação que a Vale detinha na empresa por R$1,22 bilhão.

## Holding

Malha ferroviária da Ferrovia Centro-Atlântica.

O grupo é composto da seguinte formaː
- VLI S.A
  - VLI Multimodal (100%)
    - Ferrovia Norte-Sul (100%)
    - Ferrovia Centro Atlântica (100%)
    - VLI Soluções (100%)
    - Ultrafértil (82,89%)
    - Consórcio TMIB (82,89%)

  - VLI Participações (100%)

## Operação
A VLI atua em todos os estados da região Sudeste, além dos estados de Goiás, Bahia, Ceará, Sergipe, Maranhão, Tocantins e Distrito Federal. A malha ferroviária sob concessão da VLI é representada pelas Ferrovia Centro-Atlântica e Ferrovia Norte-Sul.

### Sistema Centro-Norte
O Corredor Centro-Norte realiza o transporte de grãos, combustíveis, celulose, gusa e manganês.

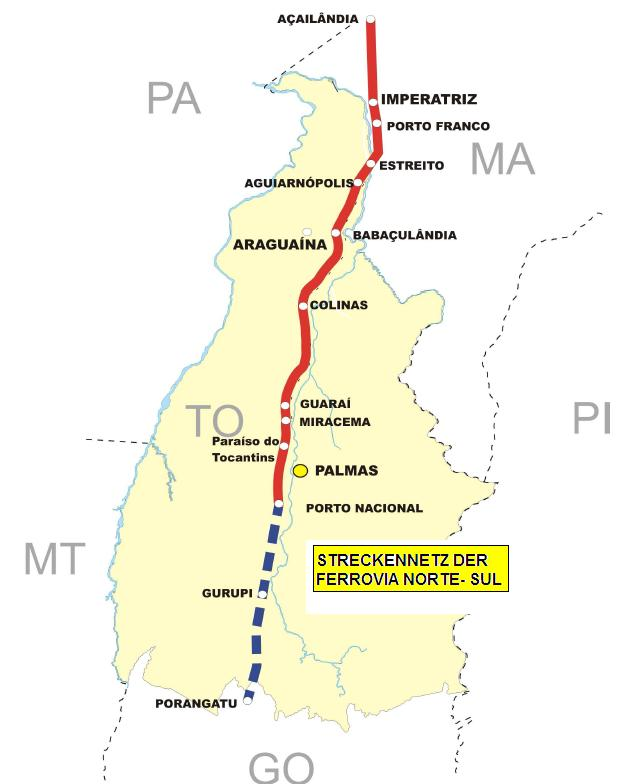
Malha ferroviária da Ferrovia Norte-Sul operada pela VLI.

#### Ferrovias
- Ferrovia Norte-Sul (FNS)[16]

Ferrovia com operação por meio de acordo com a Vale
- Estrada de Ferro Carajás (EFC)[16]

#### Terminais
- Terminal Integrador Porto Nacional (TIPN)[16]
- Terminal Integrador Palmeirante (TIPA)
- Terminal Integrador Porto Franco (TIPF)

#### Portos
- Terminal Portuário São Luís (TPSL) - Porto do Itaqui[16]

### Sistema Centro-Sudeste
Os Corredores Centro-Sudeste, Centro-Leste, Minas-Rio e Minas Bahia realizam o transporte de fertilizantes, combustíveis, minerais, produtos agrícolas, siderúrgicos, industrializados, toretes de madeira, contêineres, cimento, grãos e açúcar.

### Ferrovias
- Ferrovia Centro-Atlântica (FCA)[16]

Ferrovia com operação por meio de acordo com a Vale
- Estrada de Ferro Vitória a Minas (EFVM)[16]Vista da Ponte Ferroviária Estreito-Aguiarnópolis, parte da Ferrovia Norte-Sul.

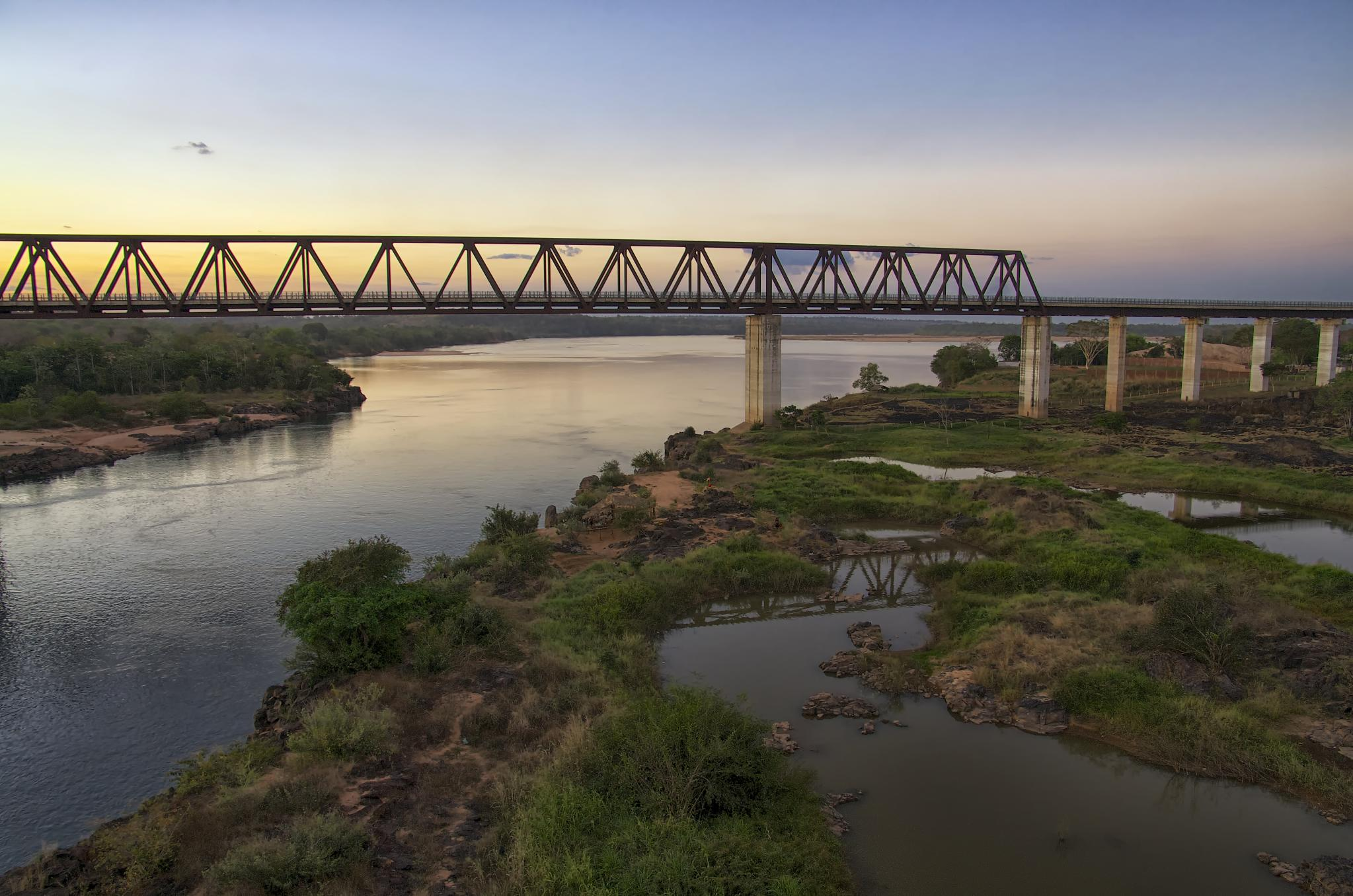
Vista da Ponte Ferroviária Estreito-Aguiarnópolis, parte da Ferrovia Norte-Sul.

### Terminais
- Terminal Integrador Araguari (TIA)[16]
- Terminal Integrador Guará (TIGU)
- Terminal Integrador Ouro Preto (TIOP)
- Terminal Integrador Pirapora (TIPI)
- Terminal Integrador Santa Luzia (TISL)
- Terminal Integrador Uberaba (TIUB)

### Portos
- Terminal Integrador Portuário Luiz Antônio Mesquita (Tiplam) - Santos (SP)[16]
- Terminal Marítimo Inácio Barbosa (TMIB) - Barra dos Coqueiros (SE)[16]

Portos com operação ou atuação por meio de acordo com a Vale
- Terminal de Produtos Diversos (TPD)
- Terminal Portuário Praia Mole (TPM)
- Terminal de Granéis Líquidos (TGL)

## Presidentes
- Marcello Spinelli (2011 – 2019)
- Humberto Freitas (2019 – 2019) [interinamente][17]
- Ernesto Pousada (2019 - 2023)
- Fábio Marchiori (2023 - atual) [interinamente][18]